# Mária Illiašová
Mária Illiašová (13. ledna 1924 - 19. září 2005) byla slovenská a československá politička a poúnorová bezpartijní poslankyně Národního shromáždění ČSSR.

## Biografie
Ve volbách roku 1960 byla zvolena do Národního shromáždění ČSSR za Středoslovenský kraj jako bezpartijní poslankyně. V Národním shromáždění zasedala až do konce volebního období parlamentu, tedy do voleb v roce 1964.